# Capnocytophaga canimorsus
Capnocytophaga canimorsus (lateinisch canimorsus ‚Hundebiss‘) ist ein gramnegatives, stäbchenförmiges Bakterium der Gattung Capnocytophaga, das normal im Maul von Hunden und Katzen vorkommt.

## Medizinische Bedeutung
Unschädlich für das Tier, kann Capnocytophaga canimorsus in seltenen Fällen nach Hunde- oder Katzenbissen beim Menschen zu Infektionen führen. Seit der Entdeckung 1976 belaufen sich die gegenwärtigen Schätzungen auf einen Fall pro 1 Million Menschen. Diese seltenen Infektionen sind in über 160 medizinischen Berichten mit Wundbrand, Blutvergiftung (Bakteriämie bzw. Sepsis), Hirnhautentzündung oder Endokarditis, einer Entzündung der Herzinnenhaut, beschrieben. In mehr als 60 Prozent der bekannten Fälle waren Patienten mit geschwächtem Immunsystem, entfernter Milz oder Alkoholmissbrauch betroffen. Infektionen können bei frühzeitiger Erkennung effizient mit verschiedenen Antibiotika behandelt werden. 2014 wurde ein Todesfall nach Hundebiss und folgender Infektion mit C. canimorsus beschrieben, 2018 starb ein Bremer infolge der Infektion über den Speichel seines Hundes.
Zur antibiotischen Therapie eignen sich Ampicillin, Amoxicillin, Ampicillin-Sulbactam und Amoxicillin-Clavulansäure. Alternativ auch Clindamycin, Doxycyclin, Metronidazol und Moxifloxacin sowie Imipenem und Meropenem. Bei geplanter Therapie sollten begleitende Keime mitbedacht werden.

## Molekulare Mechanismen der Pathogenität
C. canimorsus ist ein bislang wenig erforschter Krankheitserreger, aber es konnte bereits gezeigt werden, dass C. canimorsus von Makrophagen weder erkannt noch phagozytiert wird. Es kommt entsprechend nicht zu einer Entzündungsreaktion, was für eine Immunabwehr notwendig wäre. Bei Eintrag von C. canimorsus in den menschlichen Blutstrom (z. B. durch eine Hundebissverletzung) können sich die Bakterien darum zunächst weitgehend unerkannt vermehren.
Die Bakterien können sich von speziellen Zuckerresten auf der Oberfläche von Säugetierzellen ernähren. Diese Eigenschaft könnte durch die Anpassung der Bakterien an ihr natürliches Umfeld im Säugetiermaul entstanden sein.